# Шмигельський Антон Іванович
Антон Іванович Шмигельський (* 23 серпня 1901 с. Плугів Золочівського району Львівської області — † 4 листопада 1972, м. Львів) — український поет та військовий журналіст.

## Життєпис
Народився в сім'ї робітника-залізничника. Від початку революції 1917 року жив у Києві, пізніше у Харкові.
Вчився в Харківському Інституті Народної Освіти. Належав до літературних організацій Плуг,Західна Україна, Всеукраїнської спілки пролетарських письменників.
Член Спілки письменників СРСР з 1934 року. Один із небагатьох членів літературної організації «Західна Україна», який уникнув арешту та концтабору в СССР. Тим не менше, після 1933 його публічна творчість фактично була згорнута.
Учасник німецько-радянської війни як військовий кореспондент.
В 1946—1972 у Львові на вул. Вишенського, 34 він жив і працював.
Похований на полі 1а Личаківського цвинтаря.

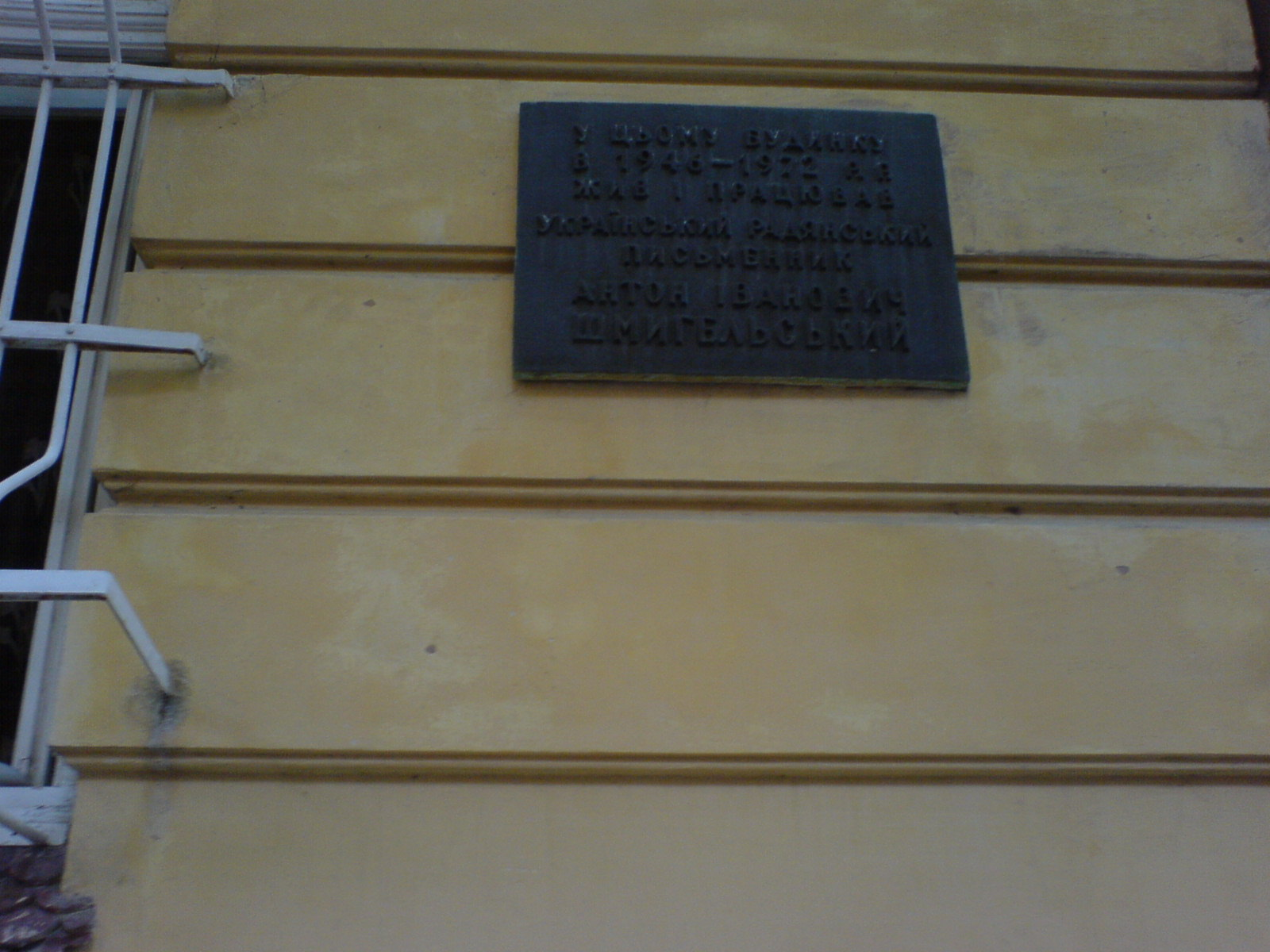
Пам'ятна табличка на будинку № 34 по вулиці Вишенського, де жив Антон Шмигельський м. Львів.

### Творчість
Друкуватися почав у 1923 році. Автор збірок поезій:
- «Памолодь» (1927)
- «Похід» (1933)
- «Вокзали» (1939)
- «Золота пора» (1949)
- «Веління серця» (1955)
- «Повноліття» (1958)
- «Партія — серце народу», «Яся славна робітниця» (1959)
- «Стяги над Карпатами» (1962)
- «Землі окраса» (1964)
- «Вересневе полум'я» (1973).